# Monorail

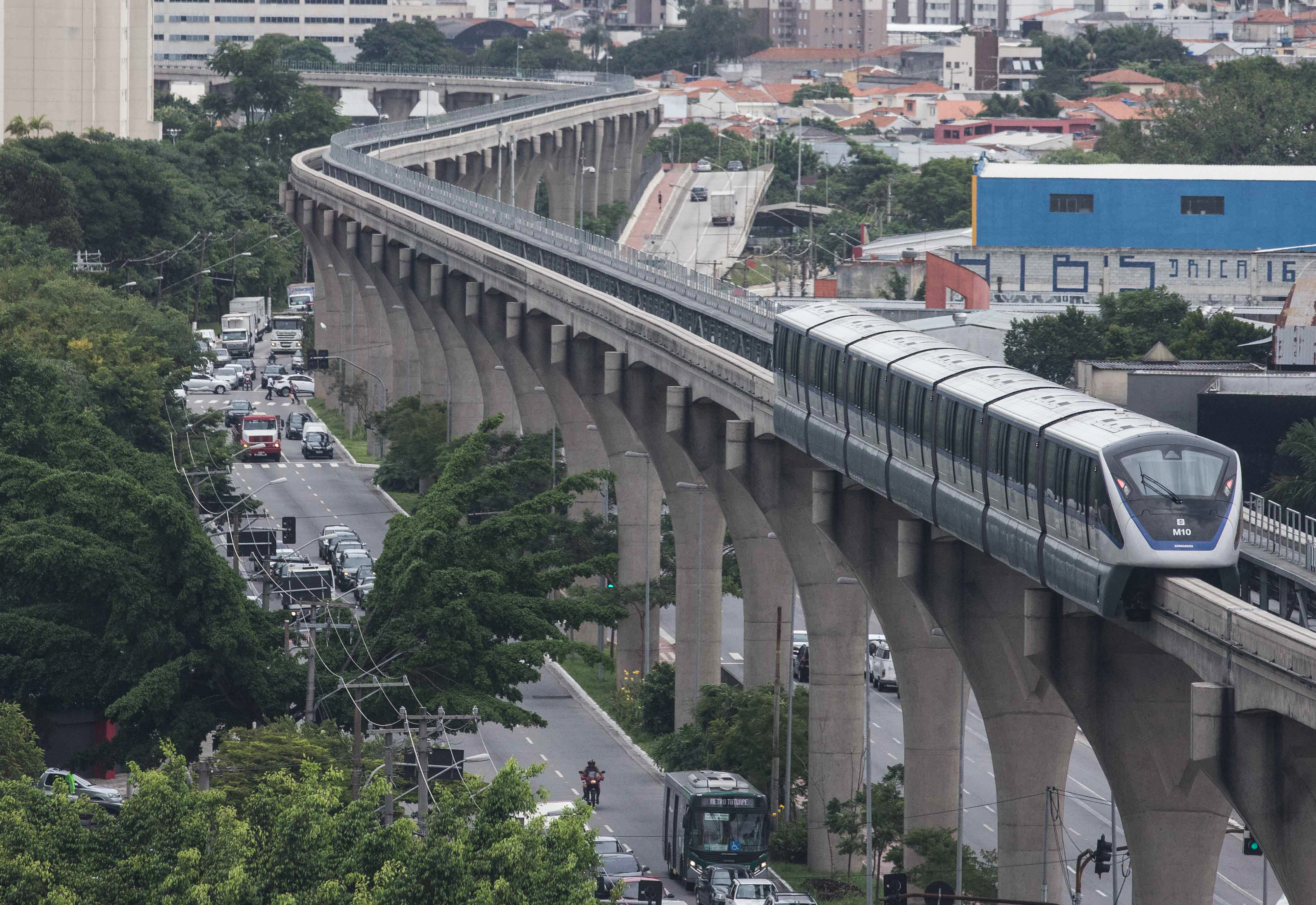
Metrolijn 15 in São Paulo

Een monorail is een spoorsysteem, waarbij de wielen van het voertuig over een enkelrailig spoor rijden. Veruit de meeste monorails zijn onder te verdelen in hangende en staande monorails. Bij de staande systemen bevinden de wagenbakken zich boven het spoor en is het voertuig vaak om de rail heen geklemd. De meeste monorails worden elektrisch aangedreven en hebben wielen met rubberbanden. In 2022 bestond er wereldwijd 650 km baanlengte en werden er ruim 850 voertuigen gebruikt.
Monorails worden vooral binnen steden gebruikt. Vanwege de geheel vrije baan kunnen deze als metro worden beschouwd. Monorails komen als metrosysteem vooral veel voor in Japan, China en de Verenigde Staten. In de stad São Paulo rijden minimaal twee volautomatische monorailverbindingen als onderdeel van de metro, de eerste sinds 2014. Daarnaast zijn monorails veel te vinden in attractieparken (bijvoorbeeld Walt Disney World Monorail). 
Het magneetzweefbaansysteem Transrapid en de Aérotrain worden ook vaak gezien als monorails.

## Historie
Vroege voorbeelden van een (experimentele) monorail zijn: 
- Chestnut Railway (1825)
- U.S. Centennial Expo (Philadelphia, 1876)
- Sonoma Prismoidal (1876)
- Bradford & Foster Brook Monorail (1878)
- Enos Electric Railway (1886)
- The Lartigue Railway (1888)
- Schwebebahn Wuppertal (1901, de énige in deze lijst die nog dagelijks in gebruik is)
- Patiala State Monorail Trainways (1907, gelijkvloerse lijn op 1 rail met 1 'steunwiel' op de weg)

Van al deze lijnen was de Lartigue-monorail in Ierland de eerste commerciële (semi)-monorail. In 2003 is een deel gereconstrueerd, met replica-stoomtrein.

## Nederland en België
In Nederland en België is monorail alleen aangelegd in pretparken. Een van de oudste banen (1968) is te vinden in het Haagse Drievliet. Avonturenpark Hellendoorn volgde negen jaar later, terwijl de monorail in Slagharen uit 1978 stamt. 
Er is maar één monorail in België, namelijk de monorail in Bobbejaanland.

## Staande monorails

### ALWEG

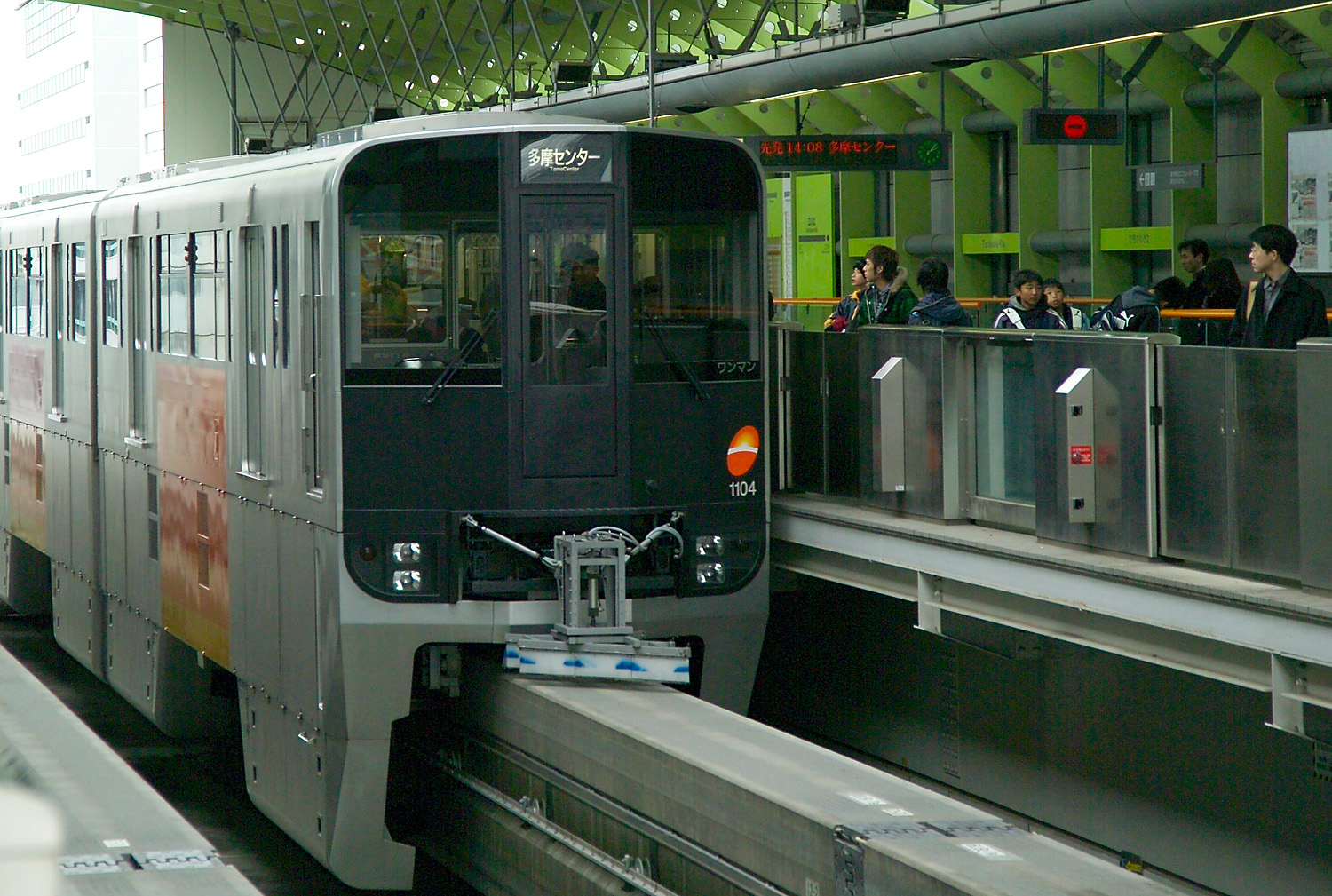
ALWEG-Hitachi

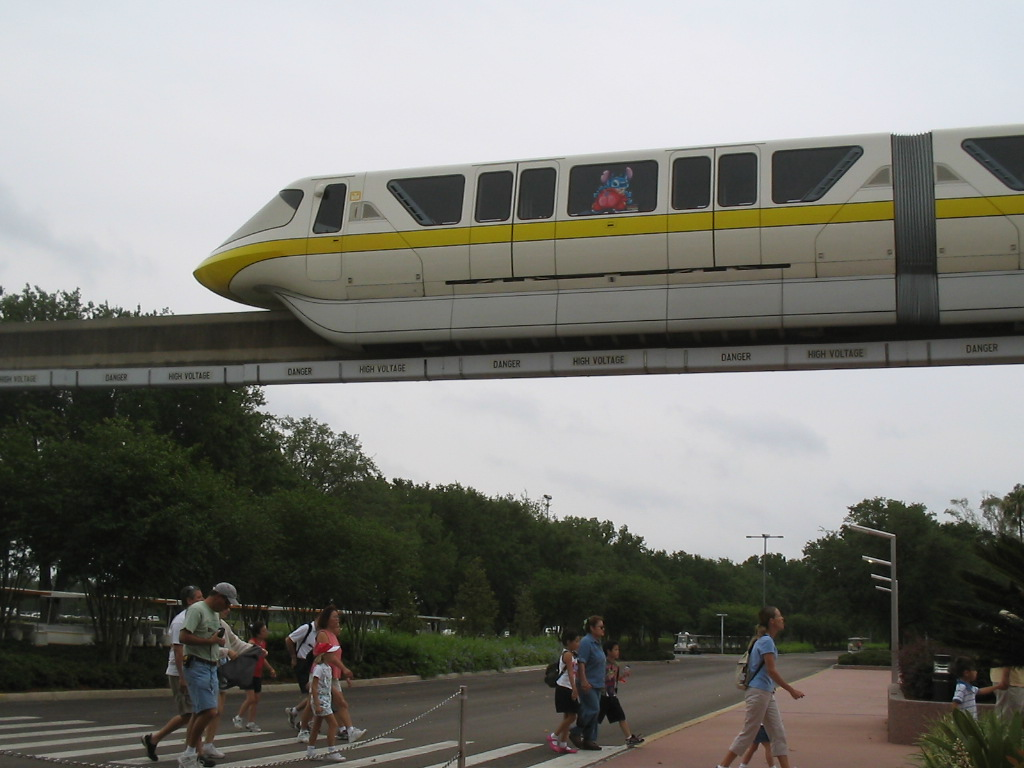
ALWEG-Disney/Bombardier

Het ALWEG-systeem is een staande monorail. Het is het meest voorkomende systeem. ALWEG is in Duitsland ontwikkeld door de Zweed Axel Lennart Wenner-Gren. De voertuigen staan op een betonnen baan. Een rij wielen met rubberbanden draagt het voertuig; vier rijen wielen met rubberbanden (twee aan elke zijde van de betonnen baan) zorgen voor de geleiding.
De belangrijkste bedrijven die nu ALWEG-monorails produceren zijn Hitachi en Walt Disney/Bombardier. Bij Walt Disney/Bombardier nemen de draagwielen ruimte in beslag in de reizigerscompartimenten, waardoor een vrije doorloop van het begin naar het einde van de trein niet mogelijk is. Bij Hitachi zijn de reizigerscompartimenten boven de draagwielen gebouwd.

#### ALWEG-monorails
- Verenigde Staten
  - Walt Disney World Monorail (Florida), Walt Disney/Bombardier
  - Disneyland monorail (Californië), Walt Disney/Bombardier
  - Monorail van Las Vegas, Bombardier
  - Monorail van Seattle, Alweg
- Japan
  - Monorail Tokio - Haneda, Hitachi
  - Kitakyushu Monorail, Hitachi
  - Naha Monorail, Hitachi
  - Osaka Monorail, Hitachi
  - Tokio Tama Intercity Monorail, Hitachi
  - Disney Resort Line, (Chiba, Japan) Hitachi
  - Monkey Park Monorail Line, (Inuyama, Japan, gesloten in 2008) Hitachi

### Habegger

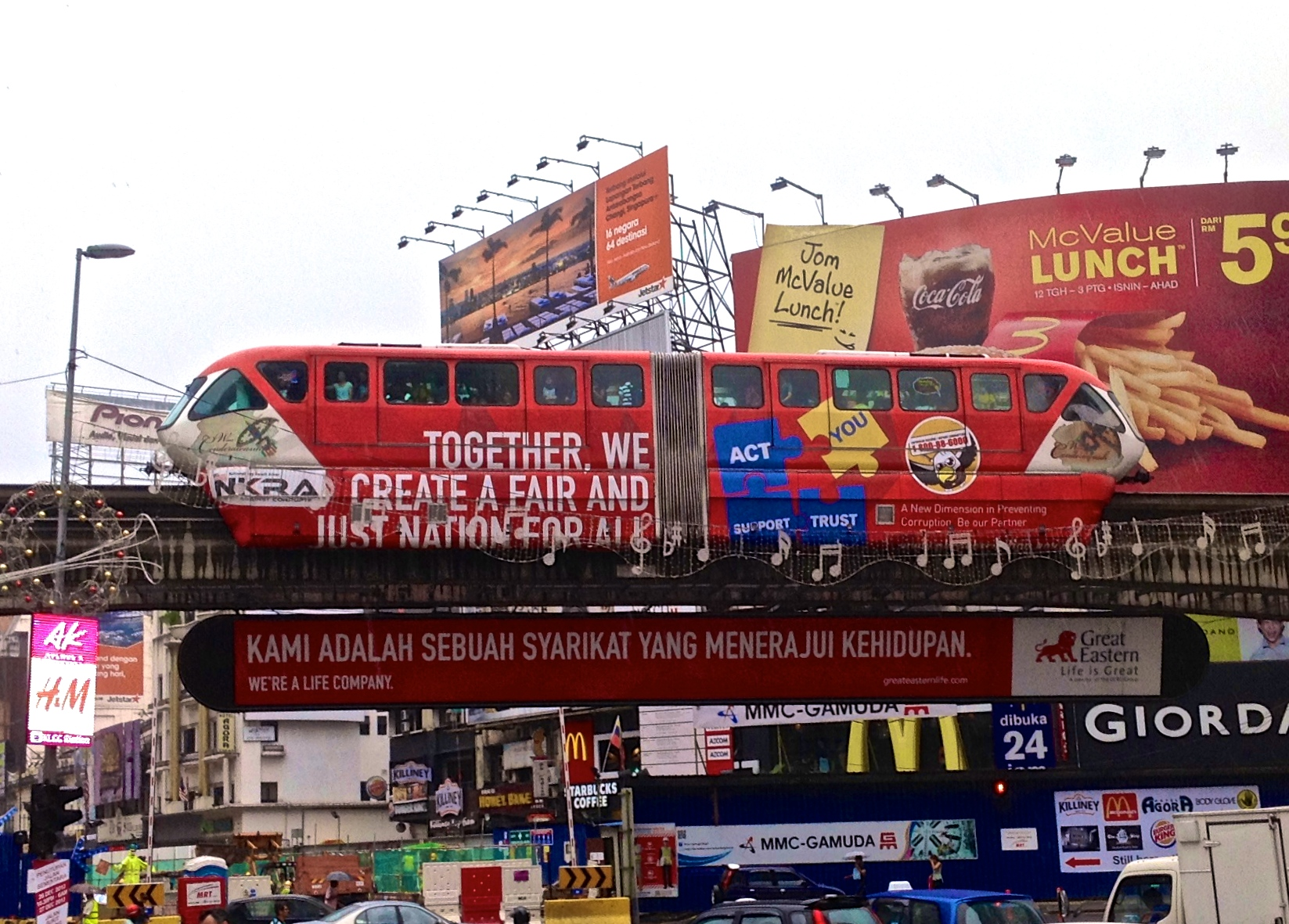
Monorail in Kuala Lumpur

In het begin van de jaren zestig van de twintigste eeuw ontwikkelde de Zwitserse machinefabriek Habegger een lichte monorail, waarbij kleine geleidewielen zich vastgrijpen aan de opstaande randen van de baan. De belangrijkste producent van dit systeem is Von Roll/Adtranz. Een andere producent van het Habegger-systeem is achtbaanproducent Intamin.

#### Habegger-monorails
- Moskou (Rusland), Intamin
- Shenzhen (China), Intamin
- Newark (VS), Von Roll

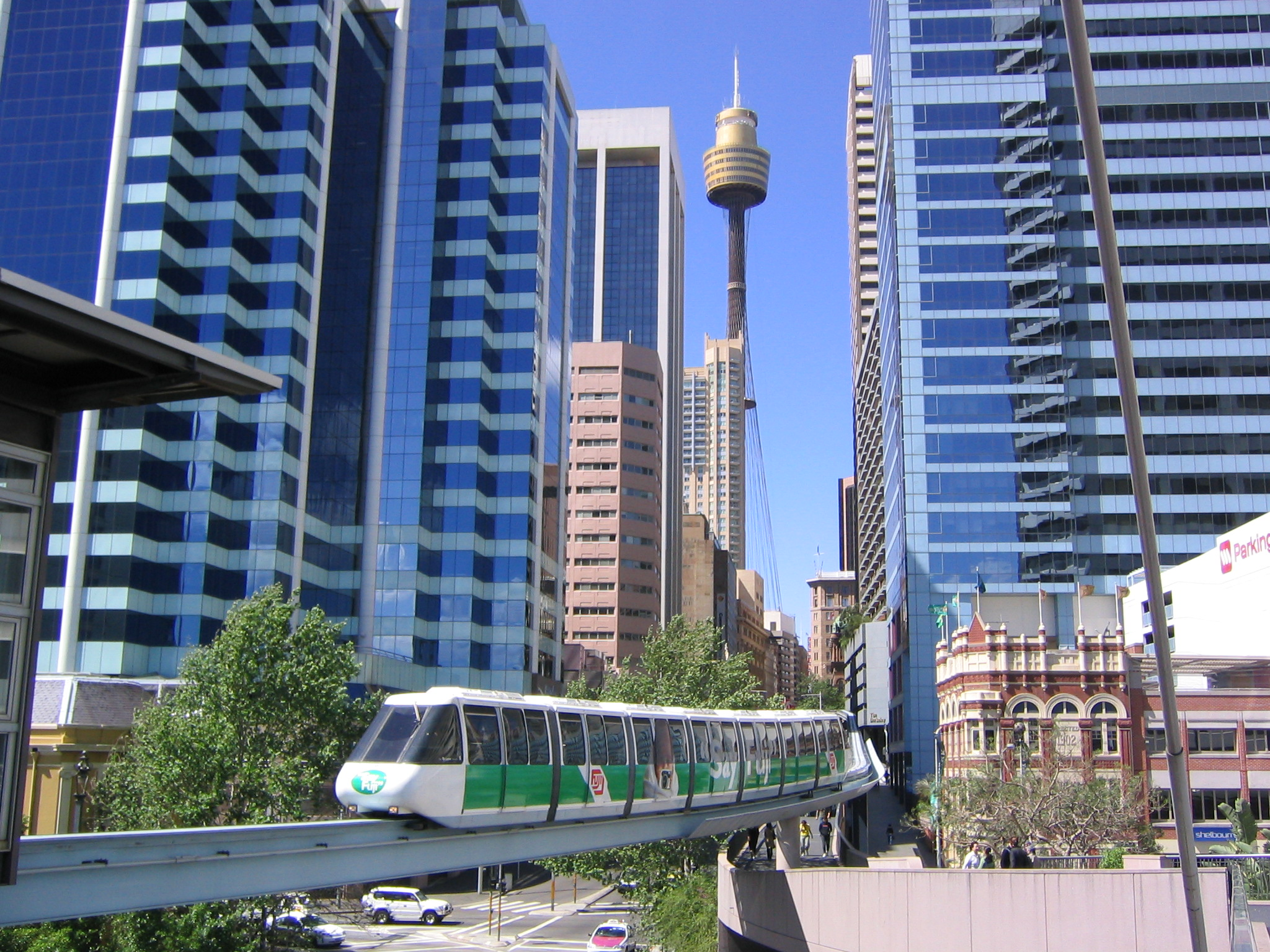
De voormalige Monorail in Sydney

- Sydney (Australië), Von Roll (1988-2013)
- Sea World (Australië), Von Roll
- Oasis-Jupiter (Australië), Von Roll
- Jurong Birdpark (Singapore), Von Roll

### Experimenteel
- Tussen 1963 en 1977 is in Frankrijk geëxperimenteerd met de Aérotrain, een luchtkussenvoertuig dat op een betonnen baan in de vorm van een omgekeerde T zweeft.
- In Duitsland wordt geëxperimenteerd met de zogenaamde Monocab. Dit zijn monorail-cabines die één rail van een bestaande gesloten spoorlijn gebruiken. Een enkelsporige lijn kan zo in twee richtingen tegelijk gebruikt worden, volledig automatisch.[2]

## Hangende monorails

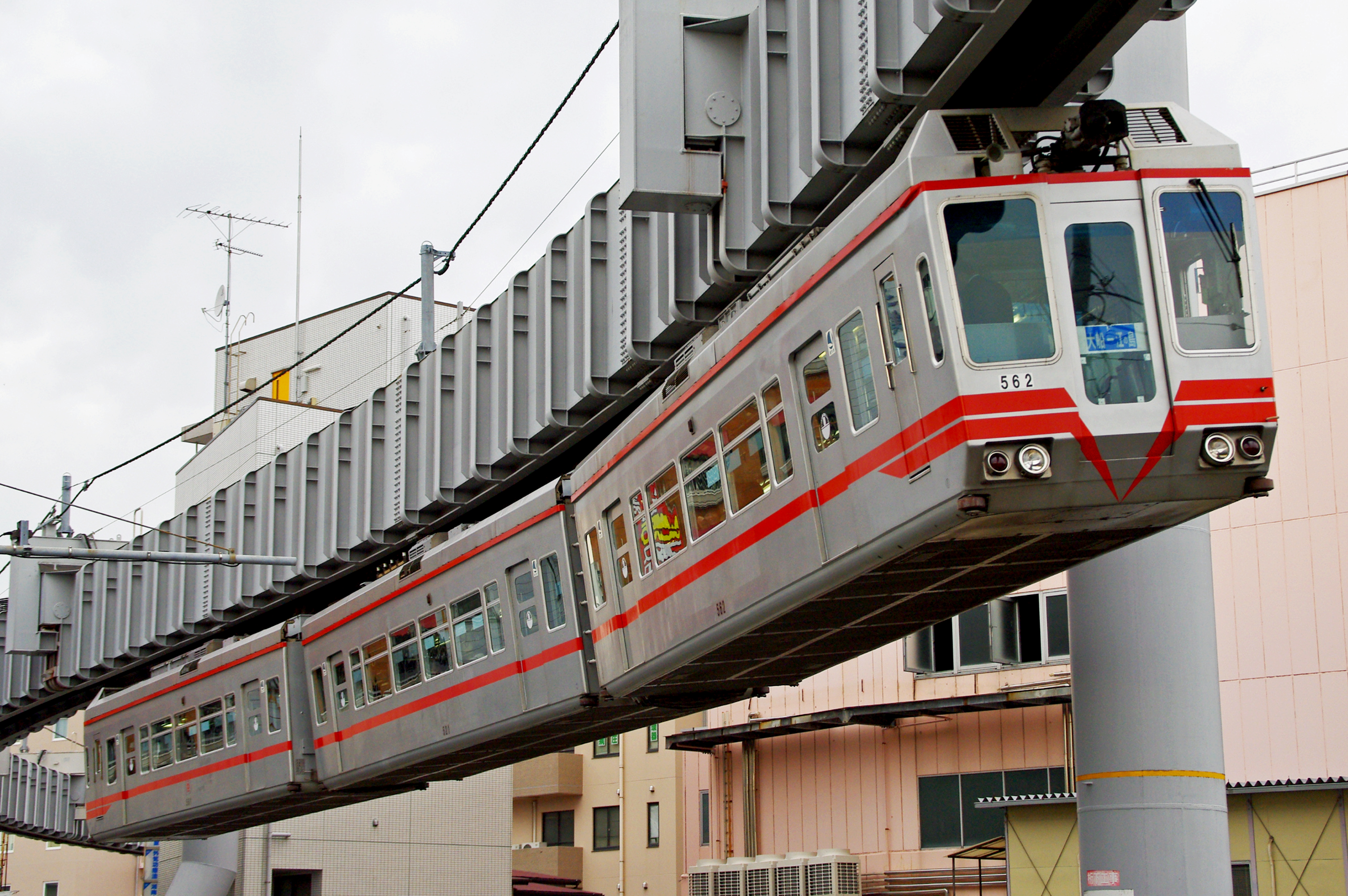
Shonan-monorail

### SAFEGE
Het SAFEGE-systeem (SAFEGE: Société Anonyme Française d'Études, de Gestion et d'Entreprises) is in Frankrijk ontwikkeld door ingenieur Lucien Chadenson. Hij bouwde een hangende monorail, waarvan de draaistellen in een holle rail lopen. Het voordeel is dat deze monorails weinig hinder ondervinden van sneeuw.
Het oorspronkelijke SAFEGE-systeem wordt toegepast in de Japanse steden Chiba en Kamakura (Shonan-monorail). Beide lijnen zijn door Mitsubishi gebouwd. De testbaan in Frankrijk was te zien in de film Fahrenheit 451 (1966) en is nadien afgebroken.

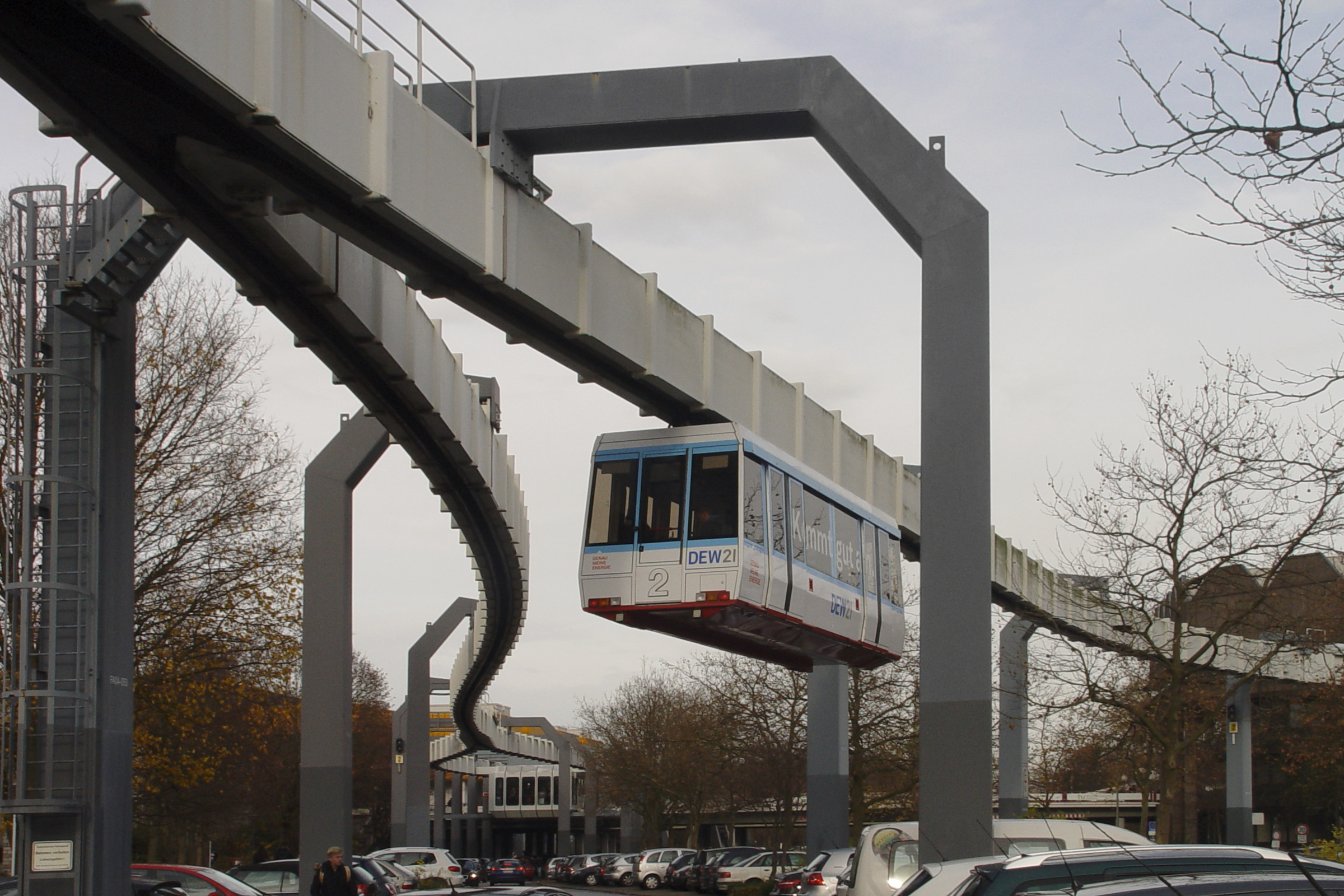
H-Bahn Dortmund

Siemens heeft een SAFEGE-systeem ontwikkeld onder de naam SIPEM (Siemens People Mover). Deze volautomatische monorails zijn gebouwd in Dortmund (H-Bahn) en Düsseldorf (SkyTrain).

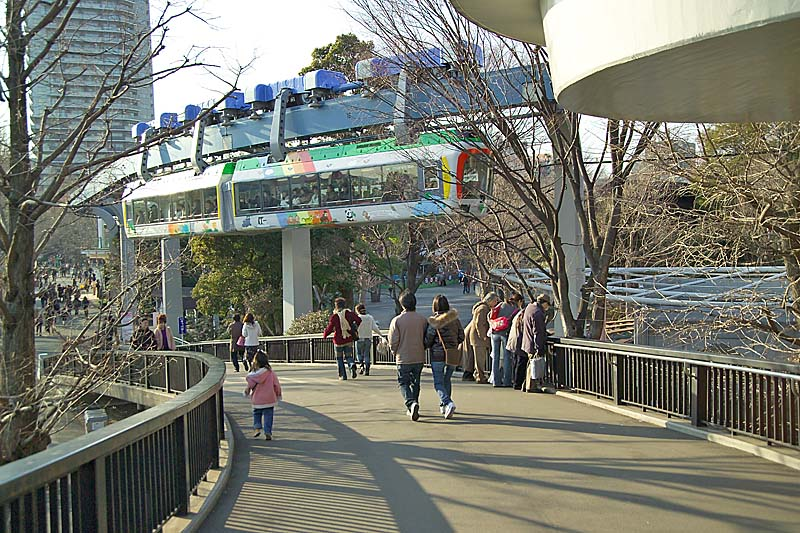
Ueno Zoo

In 2021 is in de Chinese stad Chengdu een 11,5 km lang lijn -de Zhongtang Air Railway- geopend. Deze is gericht op toeristen en heeft het uiterlijk van een panda. In totaal zijn er vier stations en de treinen hebben als een bijzonderheid een glazen vloer.

### Eugen Langen
De Duitse ingenieur Eugen Langen ontwierp een hangende monorail, waarbij stalen wielen met een dubbele wielflens over een conventionele spoorstaaf lopen. De Wuppertaler Schwebebahn en de Schwebebahn Dresden zijn naar dit principe gebouwd.
De eerste monorail van Japan, een korte lijn in de Ueno Zoo in Tokio, is ook gebaseerd op het systeem van Eugen Langen. Maar in plaats van stalen wielen is gekozen voor wielen met luchtbanden. De Ueno Zoo-monorail werd in 1957 geopend.

## Overige vormen
In de letterlijke betekenis van het woord monorail, zijn er ook andere systemen met slechts een spoorstaaf of rail die toch anders functioneren dan de nu gebruikelijke monorails. 

### Met steunwiel
Hierbij gaat het om systemen waarbij een deel van het gewicht  door een wiel op de weg of betonnen baan wordt gedragen.
- Patiala State Monorail Trainways: stoomlocomotief op monorail met zijwiel op de weg. Eén locomotief bestaat nog in het spoorwegmuseum te New Delhi, en je kunt zelfs meerijden.
- Monorail voor politie-voertuig in de Lincoln tunnel te New York. De rail zat aan de zijkant tegen de muur en aan de andere kant had het voertuig één wiel. Naar verluidt was het tot 2011 aanwezig. In de Holland tunnel was ook een systeem, maar dat was smalspoor.[3]

### Met geleide rail
De geleidebussystemen TVR en Translohr maken gebruik van een enkele rail om het voertuig te besturen. Het gewicht van deze bussen wordt gedragen door rubberen luchtbanden.

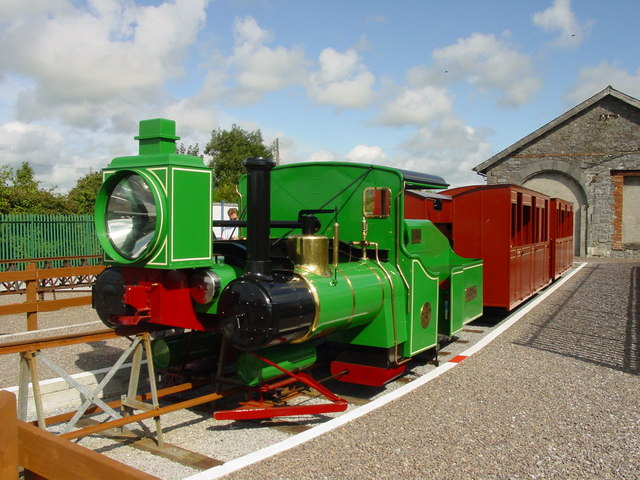
De Lartigue Monorail te Listowel

### Trirail
- U.S. Centennial Expo in Philadelphia uit 1876. De baan bestond uit een steunrail en aan weerszijden twee geleiderails.
- De Lartigue-monorail van Listowel uit 1888. In 2003 werd een korte baan opnieuw aangelegd. De trein hangt op/over de steunrail. De locomotief heeft daarom twee smalle ketels; aan elke zijde van de rail eentje om het evenwicht te behouden. Ook de wagons hebben twee smalle helften, zonder doorloop. Overwegen waren zeer ingewikkeld. Om de balans voor de trein te bewaren zijn onder de steunrail aan beide zijden (in totaal) twee geleiderails aangebracht.